# ولسوالی دره‌نور
دره‌نور یکی از ولسوالی‌های ولایت ننگرهار در غرب افغانستان است. جمعیت آن در سال ۲۰۰۶ میلادی، ۲۸۲۰۲ نفر اعلام شده‌است.

## مناطق
منطقه برکوت، ناحیه‌ای کوهستانی در ولسوالی دره‌نور ولایت ننگرهار است.